# مايك هيكي
مايك هيكي (بالإنجليزية: Mike Hickey)‏ هو لاعب كرة قاعدة أمريكي، ولد في 25 ديسمبر 1871 في شيكوبي في الولايات المتحدة، وتوفي في 11 يونيو 1918 في سبرينغفيلد في الولايات المتحدة.

## وصلات خارجية
- مايك هيكي على موقعبيزبول رفرنس.كوم (الدوري الرئيسي) (الإنجليزية)
- مايك هيكي على موقعبيزبول رفرنس.كوم (الدوري الثانوي) (الإنجليزية)